# Pleurtuit
Pleurtuit (en bretó Pleurestud) és un municipi francès, situat a la regió de Bretanya, al departament d'Ille i Vilaine. L'any 2006 tenia 5.346 habitants. Està situat en el triangle format per Dinard, Dinan i Saint-Malo, i es troba en la frontera amb Costes d'Armor.

## Demografia
| 1962                                       | 1968  | 1975  | 1982  | 1990  | 1999  |
| ------------------------------------------ | ----- | ----- | ----- | ----- | ----- |
| 3.608                                      | 3.776 | 3.764 | 4.165 | 4.428 | 4.547 |
| Des de 1962: població sense dobles comptes |       |       |       |       |       |

## Administració
| Període   | Identitat     | Partit |
| --------- | ------------- | ------ |
| 2001-2008 | Antoine Berry |        |
| 2008-     | Alain Launay  |        |